# Alex rufolinearia
Alex rufolinearia là một loài bướm đêm trong họ Geometridae.